# Jordi Masip
Jordi Masip López (* 3. ledna 1989, Sabadell, Španělsko) je španělský fotbalový brankář, který v současnosti hraje v klubu Real Valladolid.

## Klubová kariéra
Narodil se v katalánském městě Sabadell. V 15 letech se stal členem proslulé mládežnické akademie La Masia klubu FC Barcelona.
V ročníku 2008/09 hostoval v klubu UE Vilajuïga ve čtvrté španělské lize Tercera División.
V sezoně 2014/15 byl povýšen do A-mužstva Barcelony jako třetí brankář za Čilanem Claudio Bravem a Němcem Marc-André ter Stegenem. Debutoval 16. prosince 2014 ve španělském poháru Copa del Rey na Camp Nou proti týmu SD Huesca (výhra 8:1).
V září 2020 u něj byla v úvodu ročníku 2020/21 španělské nejvyšší soutěže potvrzena nákaza nemocí covid-19.

## Reprezentační kariéra
Reprezentoval Španělsko v mládežnické kategorii U17.